# Оберн (Канзас)
Оберн (енгл. Auburn) град је у америчкој савезној држави Канзас.

## Демографија
По попису из 2010. године број становника је 1.227, што је 106 (9,5%) становника више него 2000. године.
| Група             | 2000.         | 2010.         |
| Белци             | 1.043 (93,0%) | 1.123 (91,5%) |
| Афроамериканци    | 2 (0,2%)      | 7 (0,6%)      |
| Азијати           | 4 (0,4%)      | 3 (0,2%)      |
| Хиспаноамериканци | 43 (3,8%)     | 50 (4,1%)     |
| Укупно            | 1.121         | 1.227         |